# Ferdinand Brommer
Ferdinand Brommer (* 2. September 1876 in Neusatz; † 3. Mai 1947 in Nördlingen) war ein deutscher Geistlicher und Professor für die höheren Studien.

## Leben und Wirken
Seine Studien absolvierte er in Sasbach und Freiburg, wo er am 3. Januar 1899 zum Priester geweiht wurde. Nach anfänglicher Seelsorgetätigkeit weilte er auf Drängen seines Bischofs zum Weiterstudium in Rom, wo er ab 1901 im Priesterkolleg Santa Maria dell’ Anima lebte. In die Heimat zurückgekehrt, kam er als Pfarrer nach Busenbach.
Dort ermutigte ihn sein Bischof, eine Stelle als Lehrer bei den Missionaren von Marianhill in Südafrika anzunehmen. Kurz entschlossen folgte er 1913 diesem Ruf, verließ seine Pfarrei und zog nach Afrika, wo er als Professor für die höheren Studien bis 1920 wirkte. Von da an war er bei den Klerikern der Marianhiller in Würzburg tätig, bis 1922 wegen der kritischen politischen Lage die höheren Studien der Kongregation wieder nach Afrika verlegt wurden. Brommer ging daher ein zweites Mal für sieben Jahre nach Afrika.
1929 kehrte er nach Würzburg zurück und wirkte fortan als Spiritual für die Kleriker der Kongregation. Papst Pius XI. ernannte ihn wegen seiner großen Verdienste um das Missionswerk zum Päpstlichen Hausprälaten. Am 3. Mai 1947 starb Prälat Brommer in Nördlingen und wurde auf dem Friedhof von Reimlingen, inmitten der Gräber der Missionare von Marianhill, beerdigt.
Seine Heimatgemeinde Neusatz bei Bühl/Baden ehrte ihn mit der Benennung einer Straße, die von der Schwarzwaldstraße direkt unterhalb der Pfarrkirche "Karl Borromäus" am Kindergarten vorbei durch ein Neubaugebiet führend in der Gebersbergstraße mündet.